# Teruki Hara
Teruki Hara (原 輝綺, Hara Teruki, Saitama, 30 juli 1998) is een Japans voetballer die als middenvelder speelt bij Sagan Tosu.

## Clubcarrière
Hara begon zijn carrière in 2017 bij Albirex Niigata. Hij tekende in 2019 bij Sagan Tosu.

## Interlandcarrière
Hara maakte op 17 juni 2019 zijn debuut in het Japans voetbalelftal tijdens een Copa América 2019 tegen Chili.

## Statistieken
| Japans voetbalelftal | Japans voetbalelftal | Japans voetbalelftal |
| Jaar                 | Wed.                 | Dlp.                 |
| -------------------- | -------------------- | -------------------- |
| 2019                 | 1                    | 0                    |
| Totaal               | 1                    | 0                    |